# GUGB
GUGB eller Huvudstyrelsen för statens säkerhet var ett sovjetiskt säkerhetsorgan som existerade 1934-1943, med ett kort avbrott under 1941. Det var en av huvudavdelningarna inom NKGB.

## Historia
GUGB efterträdde OGPU som sovjetiskt säkerhetsorgan 1934. Det bildade kortvarigt ett eget folkkommissariat NKGB 1941. 1943 bröts GUGB återigen ur NKVD och bildade NKGB. I samband därmed överfördes det militära kontraspionaget SMERSJ till armén respektive flottan.

## Organisation

### Organisation 1935
1. Operativa avdelningen
2. Särskilda avdelningen
3. Ekonomiska avdelningen, EKO
4. Militära säkerhetsunderrättelsetjänsten, OO
5. Hemlig politiska avdelningen, SPO
6. Utlandsavdelningen, INO
7. Transportavdelningen, TO
8. Statistiska avdelningen, USO
9. Förvaltningsavdelningen, OK

### Organisation 1937
1. Statsskydd
2. Operationer
3. Säkerhetsunderrättelsetjänst
4. Hemliga politiska avdelningen
5. Militära säkerhetsunderrättelsetjänsten
6. Transport
7. Utrikes underrättelsetjänst
8. Statistik
9. Koder
10. Sjötransport
11. Teknisk-operativa

### Organisation 1938
1. Statsskydd
2. Hemliga politiska avdelningen
3. Säkerhetsunderrättelsetjänsten
4. Militära säkerhetsunderrättelsetjänsten
5. Utrikes underrättelsetjänst
6. Koder